# Filip Dagerstål
Per Filip Dagerstål (* 1. Februar 1997 in Norrköping) ist ein schwedischer Fußballspieler.

## Karriere

### Verein
Dagerstål begann seine Karriere beim IFK Norrköping. In der Saison 2013 kam er als Kooperationsspieler beim IF Sylvia zu einem Einsatz in der drittklassigen Division 1. Im August 2014 stand er gegen den Helsingborgs IF erstmals im Kader der Profis von Norrköping. Sein Debüt in der Allsvenskan gab er im Oktober 2014, als er am 27. Spieltag der Saison 2014 gegen den IFK Göteborg in der 90. Minute für Alhaji Kamara eingewechselt wurde. Bis Saisonende kam er zu zwei Einsätzen in der höchsten schwedischen Spielklasse. In der Saison 2015 absolvierte der Innenverteidiger sechs Spiele in der Allsvenskan, in denen er ein Tor erzielte, und wurde mit dem Verein Meister.
In der Spielzeit 2016 konnte sich Dagerstål schließlich bei Norrköping durchsetzen und kam in jener Saison zu 16 Einsätzen. In der Saison 2017 kam er zu 28 Ligaeinsätzen, 2018 absolvierte er 24 Saisonspiele. In der Saison 2019 kam er zu 27 Saisoneinsätzen. In der Spielzeit 2020 verpasste er lediglich ein Spiel Norrköpings gesperrt und kam so auf 29 Einsätze.
Im Januar 2021 wechselte Dagerstål nach Russland zum FK Chimki. Für Chimki kam er insgesamt zu 27 Einsätzen in der Premjer-Liga. Im März 2022 kehrte der Verteidiger in Folge des Überfall Russlands auf die Ukraine leihweise zu Norrköping zurück. Bis zum Ende der Leihfrist Ende Juni bestritt er elf der ersten zwölf Meisterschaftsspiele in der Spielzeit 2022, anschließend pausierte sein mit dem russischen Klub bestehender Vertrag gemäß eines FIFA-Beschlusses.
Zur Saison 2022/23 wurde Dagerstål an den polnischen Club Lech Posen ausgeliehen.

### Nationalmannschaft
Dagerstål durchlief ab der U-17 sämtliche schwedische Jugendnationalauswahlen. Im September 2016 spielte er erstmals für die U-21-Auswahl. Mit dieser nahm er 2017 auch an der EM teil. Während des Turniers kam er zu zwei Einsätzen, die Schweden schieden allerdings bereits in der Vorrunde aus.
Im Januar 2017 debütierte er für die A-Nationalmannschaft, als er in einem Testspiel gegen die Slowakei in der 60. Minute für Joakim Nilsson eingewechselt wurde.